# Апфелькюхле
Апфелькюхле (нім. Apfelküchle — букв. «яблучний пиріжок») — традиційна німецька страва родом з півдня Баден-Вюртембергу, поширився по Європі та США. Ситні смажені у фритюрі яблучні кілечка в густому тісті за традицією виступають основною стравою в обід в Жирний четвер та Фастнахт, але їх також сервірують на десерт з Grand Marnier або ромом, ванільним соусом або кулькою ванільного морозива.
У класичному рецепті дріжджове тісто для апфелькюхле замішують з молоком та пивом. Порізані кільцями яблука спочатку обвалюють у борошні, потім занурюють у тісто і смажать у фритюрі на топленому маслі до золотистого кольору. Маслу з готових апфелькюхле дають стекти на паперовому рушнику, посипають коричневим цукром і негайно подають до столу. З кінця XVIII століття апфелькюхле подавали в Бадені під нині майже забутих соусом шодо.